# Twenty 4 Seven
Twenty 4 Seven ist ein niederländisches Dancefloor-Duo, das Anfang der 1990er Jahre Erfolg mit einigen Titeln hatte. Die Besetzung der Band änderte sich mehrmals und besteht aktuell aus dem Rapper Stay-C und der Sängerin Li-Ann. Produzent ist Ruud Van Rijen. Das Konzept der Gruppe, einen männlichen Rapper für die Strophe und eine weibliche Stimme für die Refrains zu kombinieren, wurde oft kopiert.

## Biografie
Als erste Single erschien 1989 I Can’t Stand It!, die sich in der Besetzung MC Fixx It (Rapper für die Strophen) und Nance Coolen (sang den Refrain) in den Top 30 der niederländischen Charts platzieren konnte. Eine zweite Version mit Captain Hollywood als Rapper schaffte 1990 den Sprung in diverse europäische Hitparaden, darunter die Top 10 in Deutschland, Österreich, der Schweiz und England. Das bedeutete den internationalen Durchbruch für Twenty 4 Seven.
Die zweite Single Are You Dreaming, ebenfalls mit Captain Hollywood, platzierte sich zwar nur noch in der Schweiz unter den ersten Zehn, erreichte aber die Top 20 in Deutschland und England sowie Top-30-Platzierungen in Österreich und den Niederlanden. Das zugehörige Album Street Moves wurde ein Charterfolg in der Schweiz und im Vereinigten Königreich. Anschließend verließ Captain Hollywood die Gruppe und gründete das Captain Hollywood Project.
1992 wurden Twenty 4 Seven mit der Single It Could Have Been You revitalisiert. Stay-C übernahm die Rap-Parts, Nance Coolen blieb weiterhin die Sängerin. Das Comeback gelang mit der Folgesingle Slave to the Music, die 1993 Top-10-Positionen in Deutschland und den Niederlanden sowie die Top 20 der Schweiz erreichte. Mit den folgenden Singles Is It Love (1993), Take Me Away oder Leave Them Alone (beide 1994) und dem Album Slave to the Music konnte Twenty 4 Seven an diesen Erfolg anknüpfen.
Das dritte Album I Wanna Show You und die ausgekoppelten Singles Oh Baby! und Keep On Trying waren nicht mehr so gefragt wie die Vorgänger. Nance Coolen stieg daraufhin aus dem Projekt aus und wurde eine bekannte Fernsehmoderatorin in den Niederlanden, die zum Beispiel die Spielshow Lingo präsentierte. Zudem veröffentlichte sie Solo-Singles wie z. B. Love Is.

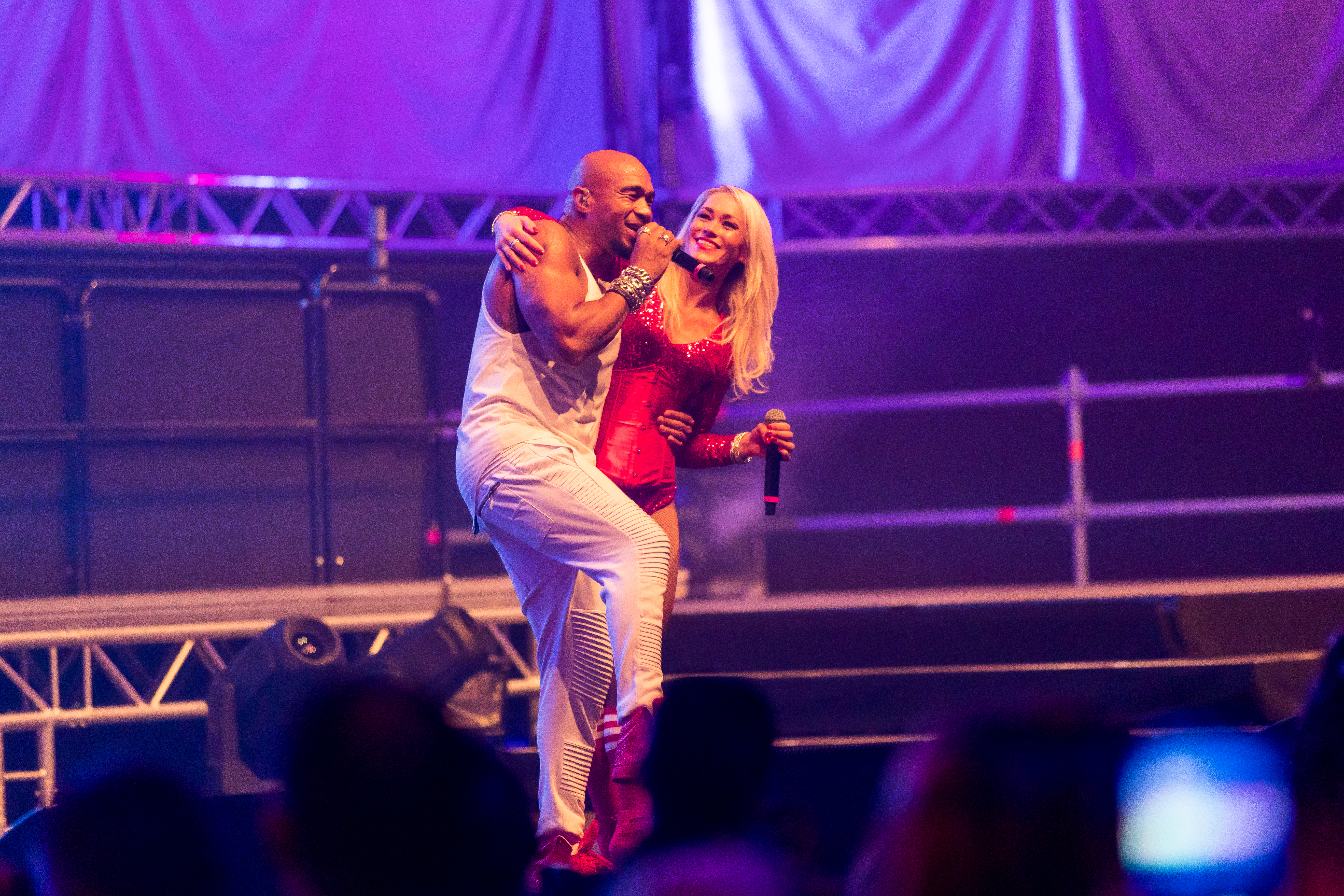
Twenty 4 Seven in Mannheim bei sunshine live „Die 90er - Live On Stage“ (2016)

Die Sängerin Stella nahm Coolens Platz bei Twenty 4 Seven ein. Mit ihr wurde die Gruppe allerdings nur noch wenig beachtet. Lediglich die Single We Are The World war ein kleiner Hit in den Niederlanden. Als 1997 auch Stella die Gruppe verließ, führte Stay-C das Projekt kurze Zeit als Solist weiter.
Im Oktober 2007 wurde die Single Like Flames mit der Sängerin Elle veröffentlicht. 2010 gab es ein Comeback von Twenty 4 Seven für das Sänger Stay-C zum Projekt zurückkehrte, das nun durch die Sängerin Li Ann komplettiert wurde.
2020 kehrten Nance, Jacks und Hanks zum Projekt zurück, und veröffentlichten Anfang 2021 eine neue Single Do You Want Me. Seit Mitte Januar 2021 sind sie die einzige Formation von Twenty 4 Seven, da Stay-C und LiAnn die Gruppe verlassen haben.

## Mitglieder
Produzent
- Ruud van Rijen (* 18. Januar 1964 in Baarle-Hertog, Belgien) – seit 1989

Rapper
- MC Fixx It (Cyriel E. Ricardo Overman) – 1989
- Captain Hollywood (Tony Dawson-Harrison, * 8. September 1962 in Newark, New Jersey, USA) – 1990
- Giovanni Falco (HANKS) * 5. Februar 1969 in Nürnberg Deutschland - 1990, 2021-
- Stay-C (Stacey Paton) – 1992–1999, 2010–2021

Sängerinnen
- Nance (Nancy Anna Francina Coolen, * 10. September 1973 in Asten, Noord-Brabant, Niederlande) – 1989–1995, 2020-
- Stella – 1996–1997
- Elle – 2007
- Li-Ann (Lianne Lucia Van Groen, * 17. März 1985 in Zaandam, Niederlande) – 2010–2021

## Diskografie

### Studioalben
| Jahr | Titel              | Höchstplatzierung, Gesamtwochen, AuszeichnungChartplatzierungen (Jahr, Titel, Platzierungen, Wochen, Auszeichnungen, Anmerkungen) | Höchstplatzierung, Gesamtwochen, AuszeichnungChartplatzierungen (Jahr, Titel, Platzierungen, Wochen, Auszeichnungen, Anmerkungen) | Höchstplatzierung, Gesamtwochen, AuszeichnungChartplatzierungen (Jahr, Titel, Platzierungen, Wochen, Auszeichnungen, Anmerkungen) | Höchstplatzierung, Gesamtwochen, AuszeichnungChartplatzierungen (Jahr, Titel, Platzierungen, Wochen, Auszeichnungen, Anmerkungen) | Höchstplatzierung, Gesamtwochen, AuszeichnungChartplatzierungen (Jahr, Titel, Platzierungen, Wochen, Auszeichnungen, Anmerkungen) | Anmerkungen                                                 |
| Jahr | Titel              | DE | AT | CH | UK | NL | Anmerkungen                                                 |
| ---- | ------------------ | --- | --- | --- | --- | --- | ----------------------------------------------------------- |
| 1990 | Street Moves       | — | — | CH25 (5 Wo.)CH | UK69 (2 Wo.)UK | — | feat. Captain Hollywood                                     |
| 1993 | Slave to the Music | DE15 (21 Wo.)DE | AT30 (11 Wo.)AT | — | — | NL22 Gold · (41 Wo.)NL | Charteintritt in DE und AT erst 1994 feat. Stay-C und Nance |
| 1994 | I Wanna Show You   | DE66 (6 Wo.)DE | — | CH31 (3 Wo.)CH | — | NL64 (7 Wo.)NL | Charteintritt in DE und CH erst 1995 feat. Stay-C und Nance |

### Kompilationen
- 1995: Club Mix Collection
- 2003: Twenty 4 Hours a Day, Seven Days a Week
- 2010: Best of
- 2011: Slave to the Music Reloaded

### Singles
| Jahr | Titel                                                    | Höchstplatzierung, Gesamtwochen, AuszeichnungChartplatzierungen (Jahr, Titel, Platzierungen, Wochen, Auszeichnungen, Anmerkungen) | Höchstplatzierung, Gesamtwochen, AuszeichnungChartplatzierungen (Jahr, Titel, Platzierungen, Wochen, Auszeichnungen, Anmerkungen) | Höchstplatzierung, Gesamtwochen, AuszeichnungChartplatzierungen (Jahr, Titel, Platzierungen, Wochen, Auszeichnungen, Anmerkungen) | Höchstplatzierung, Gesamtwochen, AuszeichnungChartplatzierungen (Jahr, Titel, Platzierungen, Wochen, Auszeichnungen, Anmerkungen) | Höchstplatzierung, Gesamtwochen, AuszeichnungChartplatzierungen (Jahr, Titel, Platzierungen, Wochen, Auszeichnungen, Anmerkungen) | Anmerkungen                                                                   |
| Jahr | Titel                                                    | DE | AT | CH | UK | NL | Anmerkungen                                                                   |
| ---- | -------------------------------------------------------- | --- | --- | --- | --- | --- | ----------------------------------------------------------------------------- |
| 1990 | I Can’t Stand It Street Moves                            | DE3 (30 Wo.)DE | AT2 Gold · (22 Wo.)AT | CH2 (27 Wo.)CH | UK7 (10 Wo.)UK | NL24 (5 Wo.)NL | feat. Captain Hollywood (in DE, AT, CH, UK) feat. MC Fixx It (in NL, VÖ 1989) |
| 1990 | Are You Dreaming? Street Moves                           | DE16 (17 Wo.)DE | AT22 (10 Wo.)AT | CH4 (13 Wo.)CH | UK17 (10 Wo.)UK | NL21 (6 Wo.)NL | Charteinstieg in NL erst 1991 feat. Captain Hollywood                         |
| 1993 | Slave to the Music Slave To The Music                    | DE8 (24 Wo.)DE | — | CH14 (14 Wo.)CH | — | NL5 (15 Wo.)NL | feat. Stay-C und Nance                                                        |
| 1993 | Is It Love Slave To The Music                            | DE5 Gold · (20 Wo.)DE | AT9 (11 Wo.)AT | CH24 (10 Wo.)CH | — | NL7 (13 Wo.)NL | feat. Stay-C und Nance                                                        |
| 1994 | Take Me Away Slave To The Music                          | DE14 (19 Wo.)DE | AT28 (1 Wo.)AT | CH41 (6 Wo.)CH | — | NL12 (9 Wo.)NL | feat. Stay-C und Nance                                                        |
| 1994 | Leave Them Alone Slave To The Music                      | DE36 (7 Wo.)DE | AT23 (9 Wo.)AT | — | — | NL13 (8 Wo.)NL | feat. Stay-C und Nance                                                        |
| 1994 | Oh Baby! I Wanna Show You                                | DE33 (12 Wo.)DE | — | CH37 (7 Wo.)CH | — | NL20 (5 Wo.)NL | feat. Stay-C und Nance                                                        |
| 1995 | Keep On Tryin’ I Wanna Show You                          | — | — | — | — | NL31 (4 Wo.)NL | feat. Stay-C und Nance                                                        |
| 1996 | We Are the World Twenty 4 Hours A Day, Seven Days A Week | DE67 (3 Wo.)DE | — | — | — | NL33 (3 Wo.)NL | feat. Stay-C und Stella                                                       |

Weitere Singles
- 1992: It Could Have Been You
- 1997: Friday Night (feat. Stella und Stay-C)
- 1997: If You Want My Love (feat. Stella und Stay-C)
- 1999: Né Né (feat. Stay-C)
- 2007: Like Flames (feat. Elle)
- 2010: Slave to the Music 2010 (feat. Stay-C und Li-Ann)
- 2011: Slave to the Music Reloaded
- 2021: Do You Want Me (feat. Nance, Jacks, Hanks)

## Auszeichnungen für Musikverkäufe
| Goldene Schallplatte - Italien - 1994: für die Single I Can’t Stand It - Neuseeland - 1994: für die Single Slave to the Music - Polen - 1994: für die Single Slave to the Music - Spanien - 1994: für die Single I Can’t Stand It - Südafrika - 1995: für das Album I Wanna Show You | Platin-Schallplatte - Australien - 1994: für die Single Slave to the Music - Tschechien - 1994: für das Album Slave to the Music 2× Platin-Schallplatte - Südafrika - 1995: für das Album Slave to the Music |

Anmerkung: Auszeichnungen in Ländern aus den Charttabellen bzw. Chartboxen sind in ebendiesen zu finden.
| Land/RegionAuszeichnungen für Musikverkäufe (Land/Region, Auszeichnungen, Verkäufe, Quellen) | Gold     | Platin     | Verkäufe | Quellen           |
| -------------------------------------------------------------------------------------------- | -------- | ---------- | -------- | ----------------- |
| Australien (ARIA)                                                                            | —        | Platin1    | 70.000   | Einzelnachweise   |
| Deutschland (BVMI)                                                                           | Gold1    | —          | 250.000  | musikindustrie.de |
| Italien (FIMI)                                                                               | Gold1    | —          | 100.000  | Einzelnachweise   |
| Neuseeland (RMNZ)                                                                            | Gold1    | —          | 7.500    | Einzelnachweise   |
| Niederlande (NVPI)                                                                           | Gold1    | —          | 50.000   | nvpi.nl           |
| Österreich (IFPI)                                                                            | Gold1    | —          | 25.000   | ifpi.at           |
| Polen (ZPAV)                                                                                 | Gold1    | —          | 50.000   | Einzelnachweise   |
| Spanien (Promusicae)                                                                         | Gold1    | —          | 50.000   | mediafire.com     |
| Südafrika (RISA)                                                                             | Gold1    | 2× Platin2 | 250.000  | Einzelnachweise   |
| Tschechien (IFPI)                                                                            | —        | Platin1    | 50.000   | Einzelnachweise   |
| Insgesamt                                                                                    | 8× Gold8 | 4× Platin4 |          |                   |